# Joseph Robinson

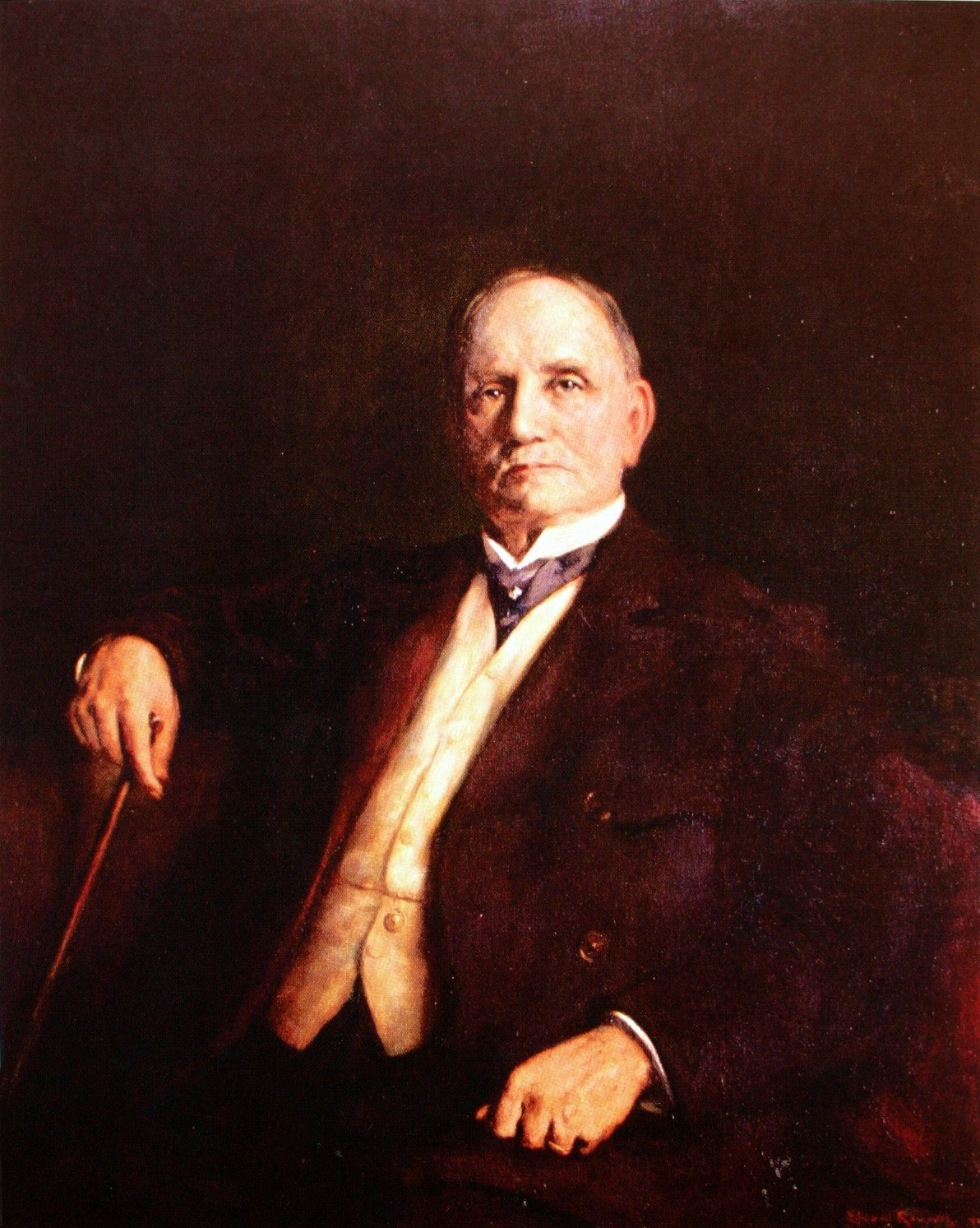
Sir Joseph Robinson, 1er Baronnet

Sir Joseph Robinson (1840 – 1929) est un industriel britannique de l'or et du diamant de la fin du XIXe siècle.

## Biographie
Né à Cradock, il est le fils d'un colon arrivé[Où ?] en 1820. Général de l'armée[Laquelle ?] puis négociant en laine, il participe aux découvertes de diamants en 1867 dans la région de Kimberley, pendant lesquelles il fait fortune puis se fait élire maire de Kimberley en 1880. Il devient l'homme le plus riche de Johannesburg.
En 1886, lors des premières découvertes d'or significatives, il est associé à Alfred Beit dans une société fondée avec 25 000 livres sterling de capitaux, qui achète les concessions de Randfontein. En 1887, il fonde la Robinson Gold Mining Company puis, en janvier 1888, la Langlaagte Gold Mining Company. 
En 1889, il fonde la Randfontein Estates Gold Mining Company mais ne parvient pas à s'entendre avec Alfred Beit. Les deux hommes se disputent et prennent chacune une section du terrain : lui l'ouest et Alfred Beit, l'est. Il vend sa part dans la société qui porte son nom, la Robinson Gold Mining Company, pour £ 250 000, à un groupe qui vient de créer la Wernher, Beit & Co.
Le cours de la Robinson Gold Mining Company est dopé ensuite par les spéculations de 1893 et plus tard sur la possibilité d'exploiter le centre-est du gisement sud-africain par des techniques minières importées des États-Unis. L'action Robinson va ainsi doubler de valeur en trois mois entre septembre et décembre 1894.
Joseph Robinson maintient des relations amicales avec le président sud-africain Paul Kruger, et obtient de lui, après le Raid Jameson, des réformes en faveur des salariés anglophones.
Il est anobli en 1908, fait baronet of Hawthornden and Dudley House, puis proposé à la pairie en 1922, entrainant une contestation du Parlement britannique et des polémiques contre le premier ministre conservateur de l'époque, David Lloyd George. On reproche à Robinson ses liens, par le passé, avec Kruger. Mais surtout, on découvre que Robinson a offert £ 30 000 au parti libéral de Lloyd George, ce qui revenait à acheter la pairie : le scandale conduisit à la loi Honours (Prevention of Abuses) Act de 1925.
Un nouveau scandale éclate en 1929, à sa mort : il lègue toute sa fortune, soit 12 millions de £, à ses onze enfants, sans même verser un penny aux œuvres de charité.
Une rue de Kensington, près de Johannesburg, porte son nom.